# Charles Chaulieu

Charles Chaulieu

Charles Chaulieu (* 21. Juni 1788 in Paris; † 19. April 1849 in London) war ein französischer Komponist und Musikpädagoge.
Chaulieu studierte am Conservatoire de Paris bei Louis Adam und Charles-Simon Catel und gewann erste Preise in den Fächern Klavier und Harmonielehre. Zwischen 1833 und 1835 gab er das Journal Le Pianiste heraus. Er verfasste eine Reihe musikpädagogischer Schriften und komponierte Romanzen und Sonaten für das Klavier und Klavierbearbeitungen von Opernarien, die bei Henry Lemoine veröffentlicht wurden. Ab etwa 1840 lebte er in London.

## Schriften
- Cours analytique de théorie. Ouvrage spécialement destiné aux personnes qui touchent le piano, 1833
- Le Journal des jeunes pianistes, 1833
- L’École primaire du piano, 1834
L’Anthe-Méthode ou Alphabet du jeune pianist
Cathéchisme musical
L’Indispensables
Cours analytique de principes et d’harmonies avec atlas